# Aleksandr Prochorov
Aleksandr Michajlovitsj Prochorov (Russisch: Александр Михайлович Прохоров) (Atherton, 11 juli 1916 – Moskou, 8 januari 2002) was een Russisch natuurkundige. Prochorov ontving in 1964 samen met Nikolaj Basov de Nobelprijs voor Natuurkunde voor zijn werk aan lasers en masers. Hij was ook van 1971-1990 hoofdredacteur van de Grote Sovjetencyclopedie.

## Biografie
Prochorov werd geboren in Australië in een familie van Russische emigranten. Ze waren hiernaartoe gevlucht omdat zijn vaders revolutionaire activiteiten tegen het bewind van de Russische tsaar een directe bedreiging vormde voor hun leven. Pas na Russische Revolutie keerden zijn ouders in 1923 terug naar Rusland.
In 1934 betrad hij de faculteit natuurkunde van de Staatsuniversiteit van Sint-Petersburg, waar hij onderwijs kreeg van professor Vladimir Fock (kwantummechanica, relativiteitstheorie), professor Sergej Frish (algemene fysica, spectroscopie) en professor Evgeni Gross (moleculaire fysisca). Na zijn afstudering in 1939 werd hij post-grad student bij het Lebedev Instituut te Moskou.
In 1941 werd hij gemobiliseerd in het Rode Leger en nam hij actief deel aan de Tweede Wereldoorlog waarin hij tweemaal gewond raakte. Na zijn tweede verwonding werd hij uit het leger ontslagen en keerde hij in 1944 terug bij het Lebedev Instituut. In 1946 promoveerde hij met een theoretisch werk over frequentiestabilisatie van vacuümbuisoscillators.

## Onderzoek
Rond 1947 begon Prochorov te werken aan de coherente straling die door elektronen wordt uitgezonden wanneer deze rond bewegen in een synchrotron, een deeltjesversneller. Hij demonstreerde dat de emissie zich concentreerde in het microgolfbereik. Zijn onderzoeksresultaat vormde de basis van zijn habilitatie "Samenhangende straling van elektronen in de synchrotronversneller", die hij in 1951 met succes verdedigde.
Bij het Lebedev Instituut werkte hij samen met zijn collega Nikolaj Basov in 1955 aan de ontwikkeling en bouw van een moleculaire oscillator. Gebruikmakend van dit apparaat brachten ze elektronen in hogere energietoestand en creëerden zo eerste maser (microwave amplification by stimulated emission of radiation). Samen met Basov won hij hiervoor de Nobelprijs voor de Natuurkunde, een prijs die ze deelden met de Amerikaanse natuurkundige Charles Townes die gelijktijdig doch onafhankelijk met hetzelfde idee kwam.
In 1959 werd Prochorov benoemd tot hoogleraar aan de Staatsuniversiteit van Moskou. Verder was hij medeoprichter en voorzitter (1983-1998) van het Instituut voor Natuurkunde en Techniek van Moskou, na 1998 erevoorzitter. Na zijn overlijden in 2002 werd de naam van het instituut ter ere van hem gewijzigd in het A.M. Prochorov Fysica Instituut.

## Erkenning
In 1959 werd Prochorov (samen met Basov) onderscheiden met de Leninprijs en in 1967 verkreeg hij de eerste van in totaal vijf Leninordes (de andere in 1969, 1975, 1981 en 1986). Daarnaast werd hij tweemaal benoemd tot "Held van de Socialistische Arbeid" (1969 & 1986). In 1987 ontving hij de Gouden Lomonosov-medaille van de toenmalige Academie van Wetenschappen van de USSR.
In 2000 werd hij onderscheiden met de Herbert E. Ives-medaille van de Optical Society of America – die vanwege zijn gezondheid niet door hemzelf maar door zijn kleinzoon Alexandr T. Prochorov in ontvangst werd genomen.